# Administration supérieure de Wallis-et-Futuna
L'Administration supérieure de Wallis-et-Futuna ou préfecture des îles Wallis-et-Futuna est située à Mata Utu sur l'ile de Wallis. Elle abrite les services de la préfecture ou plus exactement de l'administration supérieure de la collectivité d'outre-mer de Wallis-et-Futuna.

## Histoire
L'administration supérieure est instituée en 1961 à la suite du référendum de 1959 qui marque la fin du protectorat de Wallis-et-Futuna et le passage au statut de territoire d'outre-mer (qui devient une collectivité d'outre-mer en 2003).
Depuis le décret no 87-859 du 26 octobre 1987, l'administrateur supérieur a également rang de préfet.
Du fait de leur petite taille, les îles Wallis et Futuna sont longtemps demeurées dépendantes des services administratifs basés en Nouvelle-Calédonie. Le processus de développement de l’autonomie de la Nouvelle-Calédonie, dans le cadre des Accords de Nouméa de mai 1998, implique une organisation des services à Wallis-et-Futuna distincts de la Nouvelle-Calédonie.

## Prérogatives

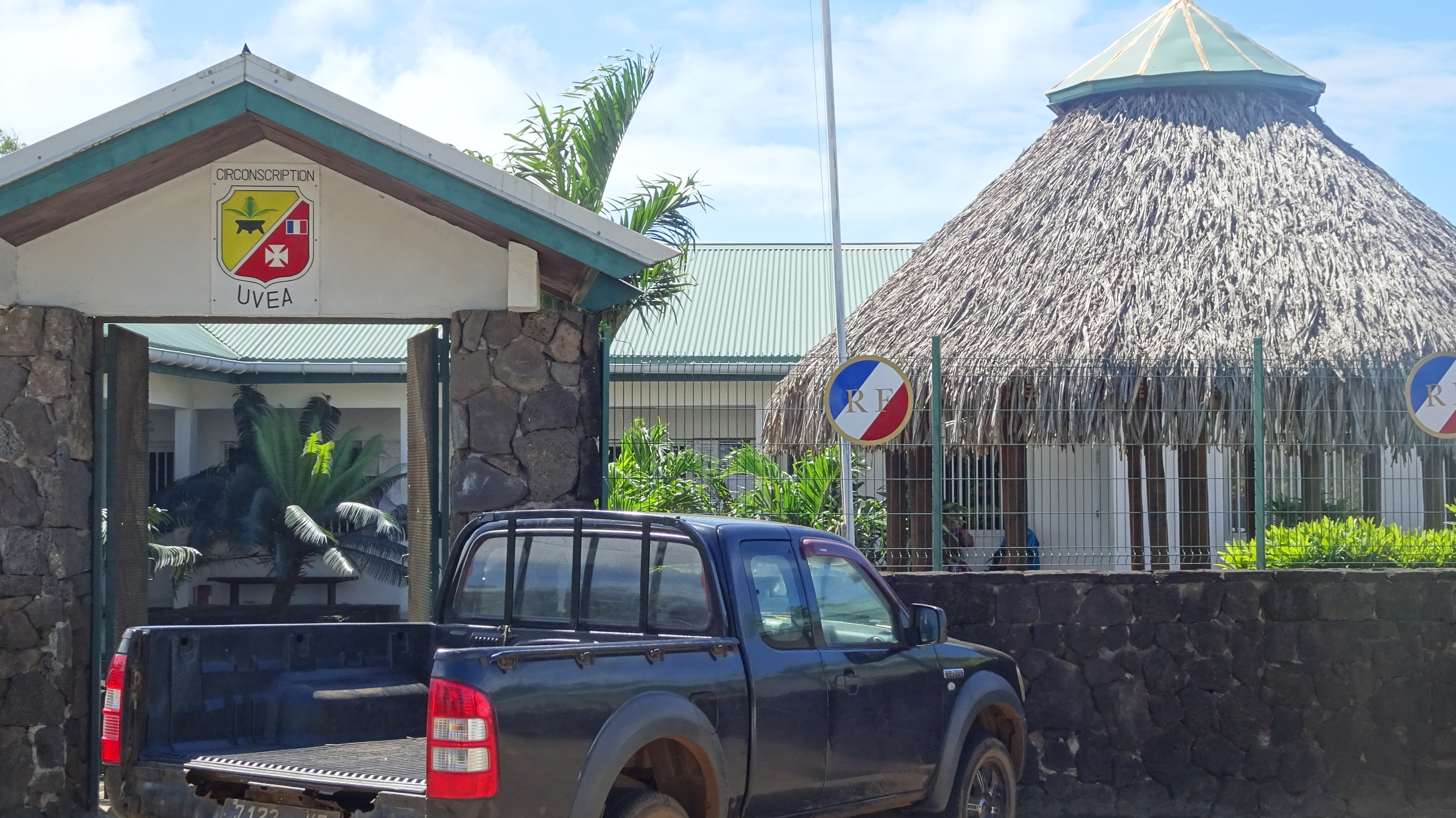
Bâtiment de la circonscription d'Uvea à Wallis.

L'administrateur supérieur est assisté d’un secrétaire général, d’un chef de cabinet, d’un chef de circonscription, et d'un délégué de Futuna (ce dernier est nommé par l'administrateur supérieur). Il préside le conseil territorial, une institution qui rassemble également les trois rois coutumiers. « La fonction de ce conseil est d'assister le chef du territoire pour l'administration et d'examiner notamment tous les projets à soumette à l'Assemblée territoriale ».
L'administrateur supérieur est à la tête de la circonscription d'Uvea, tandis que son délégué à Futuna dirige les deux circonscriptions d'Alo et de Sigave. Ainsi, « l'administrateur supérieur est à la fois représentant de l’État, chef du territoire et chef de circonscription territoriale ».
La sécurité de l'administration supérieure et de l'administrateur et ses collaborateurs est assuré par les gardes territoriaux de Wallis-et-Futuna.

## Localisation

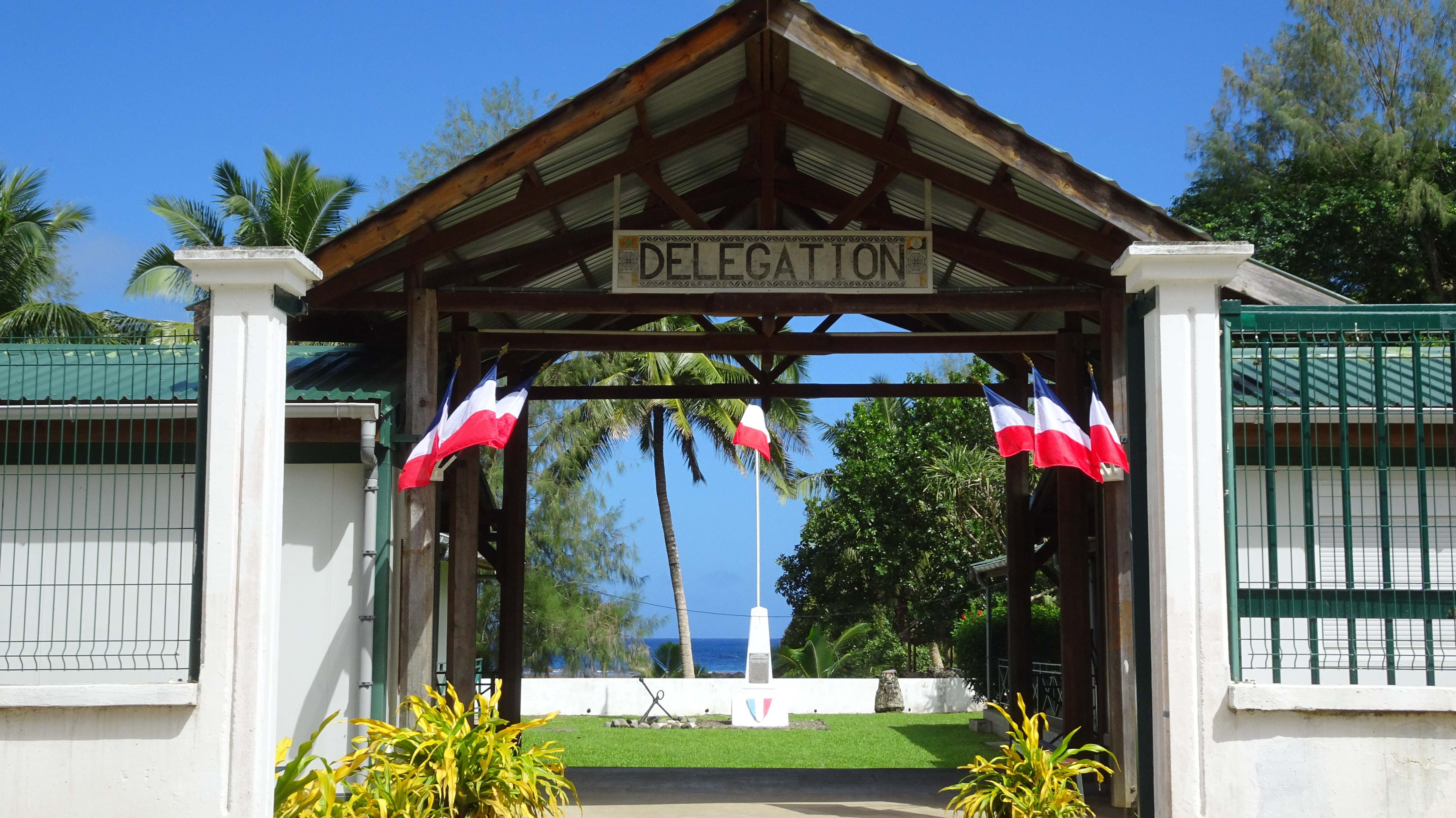
Délégation de Futuna à Leava.

Le bâtiment de l'administration supérieure se situe à Havelu, à Mata Utu sur l'île de Wallis. De par la distance qui sépare l'ile de Wallis de celle de Futuna, il existe un bâtiment annexe similaire au rôle de sous-préfecture, mais portant le nom officiel de délégation française à Futuna, le bâtiment se trouve dans la ville principale de l'ile de Futuna, Leava.